# Re-Union
Re-Union va ser un duo efímer compost per Paul de Corte i Fabrizio Pennisi.
El 2004 van guanyar la preselecció neerlandesa pel Festival de la Cançó d'Eurovisió. Van representar els Països Baixos en el Festival de la Cançó d'Eurovisió 2004, que es va celebrar a Turquia, amb la cançó Without You. Van acabar al vintè lloc.